# Az Alapítvány félelme
Az Alapítvány félelme Gregory Benford 1997-es sci-fi regénye, amelyet az Asimov-féle univerzumban írt.
Magyarországon 1997-ben adta ki a Szukits Könyvkiadó.

## Tartalom
|  | Alább a cselekmény részletei következnek! |

A Galaktikus Birodalom elsőminisztere (az elsőminiszteri poszt a császár személyes tanácsadóját jelenti), Eto Demerzel lemond hivataláról és Hari Seldont kéri fel utódjának, aki először vonakodik elvállalni a tisztséget, mert attól fél, hogy az államügyek lefoglalják és nem jut elég ideje a pszichohistóriára, de végül elvállalja a megbízatást.
Hari még a pszichohistória nélkül megalkotta a Tervet, amelynek lényege, hogy megfosztja a terroristákat a személyazonosságuktól, egyszerűen csak balgáknak nevezik őket a sajtóban és a hírekben, ezzel véglegesen kitörli őket a történelemből és értelmetlenné teszi a terrorizmust.
|  | Itt a vége a cselekmény részletezésének! |

## Magyarul
- Gregory Benfordː Az Alapítvány félelme; Isaac Asimov nyomán, ford. Szántai Zsolt; Szukits, Szeged, 1997

## Fordítás
- Ez a szócikk részben vagy egészben  a   Foundation's Fear című angol Wikipédia-szócikk fordításán alapul.  Az eredeti cikk szerkesztőit annak laptörténete sorolja fel. Ez a jelzés csupán a megfogalmazás eredetét és a szerzői jogokat jelzi, nem szolgál a cikkben szereplő információk forrásmegjelöléseként.